# Luftstreitkräfte Finnlands
Die Luftstreitkräfte (finnisch Ilmavoimat, schwedisch Flygvapnet) Finnlands sind ein 2700 Personen starker Teil der Verteidigungskräfte Finnlands. Der Hauptsitz befindet sich in Jyväskylä-Tikkakoski. Chef der Luftwaffe ist seit dem 1. April 2019 Generalmajor Juha-Pekka Keränen.
Das Motto der Luftstreitkräfte Finnlands ist „Qualitas Potentia Nostra“ (Qualität ist unsere Stärke).

## Geschichte

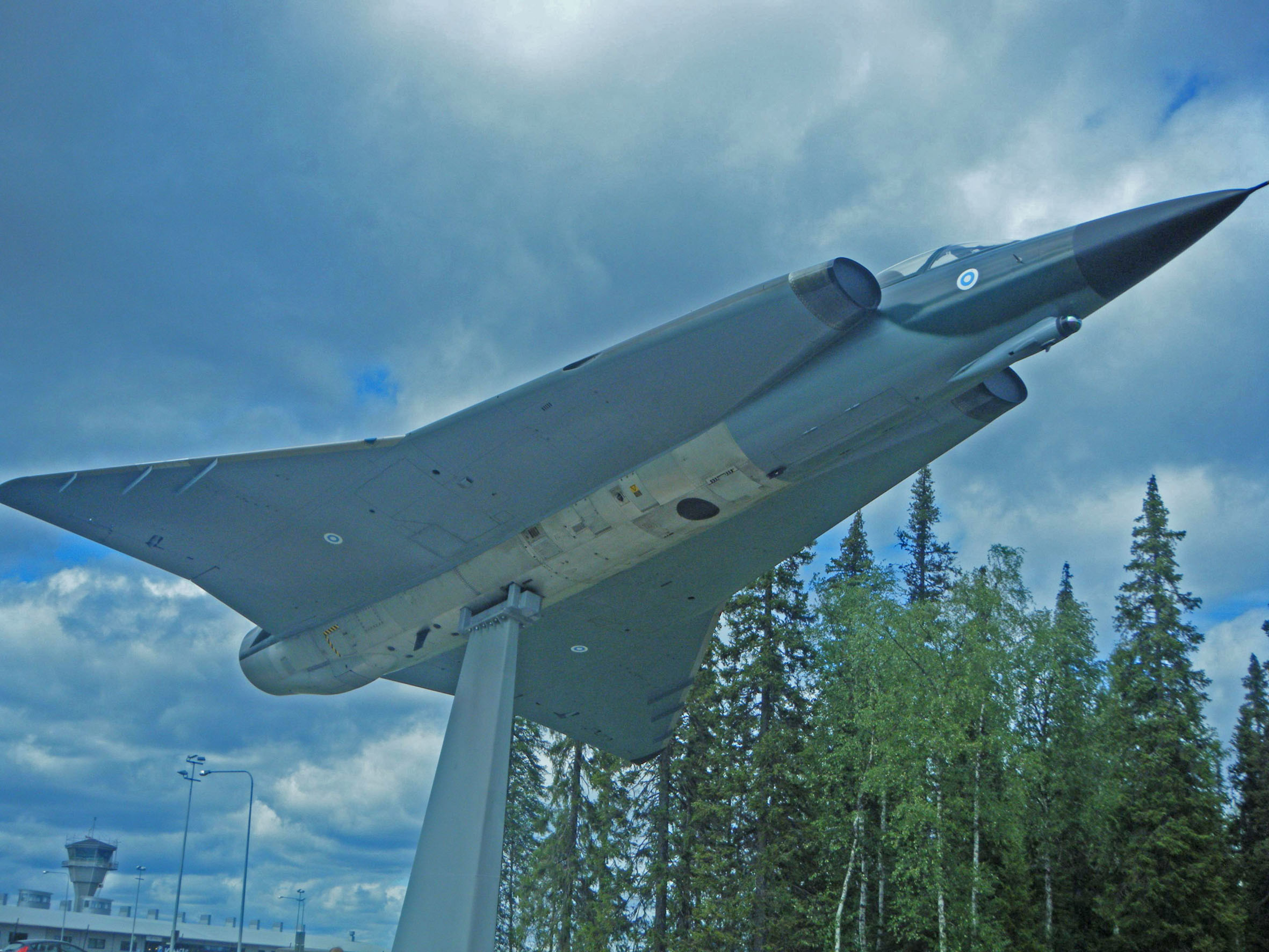
Ausgemusterter Draken als Torwache

Die Geschichte der Luftstreitkräfte Finnlands geht zurück auf den 25. Februar 1918, als die damals gegen Sowjetrussland kämpfende finnische Armee in den Besitz ihres ersten Flugzeugs kam. Es handelte sich um eine N.A.B. Albatros, die – ohne Genehmigung Schwedens – von den beiden Piloten John-Allan Hygerth und Per Svanbäck über Haparanda und Kokkola nach Jakobstad geflogen wurde. Das Flugzeug wurde auf Initiative von Waldemar Langlet, dem Herausgeber des Aftonbladet, mit schwedischen Spenden finanziert. Hygerth, der mit dem finnischen Unabhängigkeitskampf sympathisierte, wurde vier Tage später zum Kommandeur der neu geschaffenen finnischen Luftstreitkräfte ernannt, die damals die Bezeichnung Finnisches Fliegerkorps erhielt.
In einer ähnlichen Aktion flog am 6. März 1918 der schwedische Leutnant Nils Kindberg eine vom schwedischen Adeligen Eric von Rosen der Regierung Finnlands geschenkte Thulin D nach Vaasa.
Die wenigen auf Privatinitiative schwedischer Sympathisanten hin nach Finnland gebrachten Flugzeuge bildeten den Grundstock der Luftstreitkräfte Finnlands, die mit französischer Hilfe (v. a. in Bezug auf die Organisation) offiziell im Jahr 1920 ins Leben gerufen wurde. Ab 1924 wurden die Luftstreitkräfte mit Hilfe einer britischen Militärmission modernisiert und weiter ausgebaut.

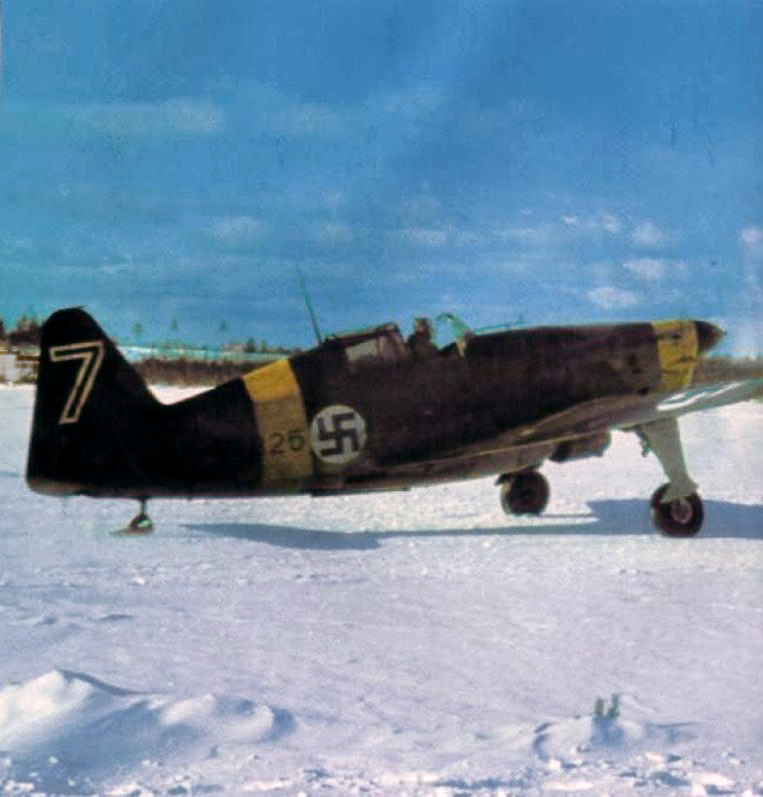
Französische MS.406 (Nr. 325) der Einheit 2/LeLv 28, Viitana, Winter 1941–42

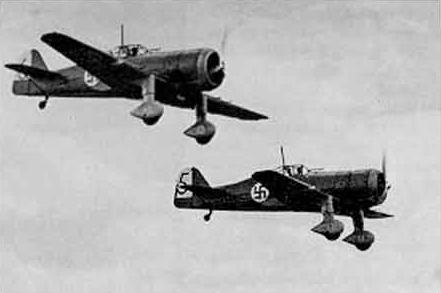
Finnische Fokker D.XXI im Flug.

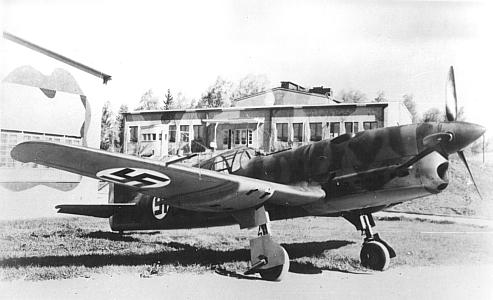
Eine Caudron CR.714 der Ilmavoimat. Dieses französische Jagdflugzeug wurde bald nach der Auslieferung 1940 von den Finnen als untauglich für finnische Verhältnisse eingestuft und kam daher nicht zum Einsatz.

Zu Beginn des finnisch-sowjetischen Winterkrieges im November 1939 konnte die Ilmavoimat neben 54 militärisch weniger wertvollen Verbindungsflugzeugen gegen die sowjetische Invasion lediglich 31 Jagdflugzeuge und 17 Bombenflugzeuge aufbieten. Es handelte sich vorwiegend um Bristol Blenheims und Fokker D.XXI. Diesen stand mit etwa 700 Jägern und 800 Bombern der Sowjetunion eine große Übermacht gegenüber. Dennoch konnten die Finnen im Kampf gegen die Sowjets große Erfolge vorweisen. Um einer Vernichtung ihres Fluggeräts am Boden zuvorzukommen und ein ähnliches Desaster zu vermeiden, das die Luftstreitkräfte Polens beim Überfall Deutschlands 1939 erlitten, wurden die finnischen Flugzeuge stark dezentral stationiert, teilweise auch in Wäldern. Dadurch wurde erreicht, dass die Schäden durch sowjetische Bombardierungen minimal waren. Die Finnen selbst konnten in der Luft große Erfolge verzeichnen: 218 feindliche Flugzeuge wurden im Luftkampf abgeschossen gegenüber 47 eigenen Verlusten. Die finnische Flak schoss zudem 314 sowjetische Flugzeuge ab. Ferner konnten 30 Flugzeuge der Sowjets intakt erbeutet und in die Ilmavoimat eingegliedert werden.
Im Fortsetzungskrieg ab Juni 1941 war die Ilmavoimat besser vorbereitet als 1939, wenn auch das Flugzeugarsenal im Vergleich zu anderen Luftstreitkräften auf den ersten Blick nicht mehr sehr modern war. Während des Winterkrieges hatte Finnland zahlreiche neue Flugzeuge, u. a. französische Morane-Saulnier MS.406, britische Hawker Hurricanes, italienische Fiat G.50 sowie Curtiss P-36 und Brewster F2A aus den USA gekauft. Nun wurden sie erfolgreich eingesetzt. Vor allem die Brewster F2A (339) erwiesen sich in den Händen der Finnen als überraschend wirkungsvoll und blieben bis 1943 der Standardjäger der Ilmavoimat, als sie durch deutsche Messerschmitt Bf 109 ersetzt wurden. Bis dahin hatten sie bei nur 19 Eigenverlusten 496 feindliche Flugzeuge abgeschossen, was einem Abschussverhältnis von 26:1 entspricht.
Im Jahr 1942 wurden auch die Bomberverbände mit deutschen Dornier Do 17 und Junkers Ju 88 modernisiert, kamen aber vergleichsweise wenig zum Einsatz. Kurioserweise war es den finnischen Piloten sogar verboten, sowjetische Städte und Basen zu überfliegen – einerseits, um unnötige Provokationen zu vermeiden, andererseits auch, um eigenes Material zu sparen. Daher wird heute behauptet, dass der Ilmavoimat während des ganzen Krieges keine Zivilisten zum Opfer gefallen seien.
Als im September 1944 zwischen Finnland und der Sowjetunion ein Waffenstillstand unterzeichnet wurde, der u. a. eine umfangreiche Demilitarisierung der finnischen Streitkräfte vorsah, war eine weitere Auflage die Ausweisung aller deutschen Truppen aus Finnland. Da diese sich weigerten, das Land freiwillig zu verlassen, mündete der Fortsetzungskrieg direkt in den Lapplandkrieg. Die Ilmavoimat kämpfte nunmehr gegen den früheren Verbündeten, die deutsche Luftwaffe. Diese Kämpfe hielten noch bis zum April 1945 an.
Bis zum Ende aller Feindseligkeiten hatte die Ilmavoimat bei 210 eigenen Verlusten 1621 sowjetische Flugzeuge zerstört.
Nach dem Zweiten Weltkrieg wurde 1947 ein Friedensabkommen mit der Sowjetunion geschlossen, das die Größe der Ilmavoimat beschränkte. Bis zum Zerfall der Sowjetunion war sowohl westliches als auch sowjetisches Flugmaterial (z. B. MiG-21, Saab 35 Draken, BAE Hawk) im Einsatz.
Seit den 1990er-Jahren wurden die sowjetischen Typen immer mehr durch westliches Material ersetzt.

## Aktuelle Ausrüstung
(Stand: Ende 2022)

### Luftfahrzeuge
| Flugzeug                        | Bild           | Herkunft               | Verwendung                   | Version        | Aktiv          | Bestellt       | Anmerkungen                                          |
| Kampfflugzeuge                  | Kampfflugzeuge | Kampfflugzeuge         | Kampfflugzeuge               | Kampfflugzeuge | Kampfflugzeuge | Kampfflugzeuge | Kampfflugzeuge                                       |
| ------------------------------- | -------------- | ---------------------- | ---------------------------- | -------------- | -------------- | -------------- | ---------------------------------------------------- |
| McDonnell Douglas F/A-18 Hornet |                | Vereinigte Staaten     | Mehrzweckkampfflugzeug       | F/A-18C        | 55             |                | Lizenzbau                                            |
| Lockheed Martin F-35            |                | Vereinigte Staaten     | Mehrzweckkampfflugzeug       |                |                | 64             | Sollen die Flugzeuge des Typs F/A-18 Hornet ersetzen |
| Flugzeuge für Spezialmissionen  |                |                        |                              |                |                |                |                                                      |
| CASA C-295                      |                | Spanien                | Elektronische Kampfführung   |                | 1              |                |                                                      |
| Transportflugzeuge              |                |                        |                              |                |                |                |                                                      |
| CASA C-295                      |                | Spanien                | Taktisches Transportflugzeug |                | 2              |                |                                                      |
| Bombardier Learjet              |                | Vereinigte Staaten     | VIP-Transport                | Learjet 35     | 3              |                |                                                      |
| Pilatus PC-12                   |                | Schweiz                | VIP-Transport                | PC-12NG        | 6              |                |                                                      |
| Schulflugzeuge                  |                |                        |                              |                |                |                |                                                      |
| McDonnell Douglas F/A-18 Hornet |                | Vereinigte Staaten     | Schulflugzeug                | F/A-18D        | 7              |                | Lizenzbau                                            |
| BAE Hawk                        |                | Vereinigtes Königreich | Schulflugzeug                | Hawk 51/66     | 37             |                | Lizenzbau                                            |
| Grob G 115                      |                | Deutschland            | Schulflugzeug                |                | 28             |                |                                                      |

18 Maschinen des Typs Hawk wurden von der Schweizer Luftwaffe erworben. Ende 2022 wurden die letzten Flugzeuge des Typs Valmet L-70 Vinka ausgemustert.

### Flugkörper
Luft-Luft-Raketen:
- AIM-9 Sidewinder ()
- AIM-9X Sidewinder ()
- AIM-120C AMRAAM ()

Marschflugkörper:
- AGM-158 JASSM ()

Bomben:
- GBU-31 ()
- AGM-154C JSOW ()

## Stützpunkte

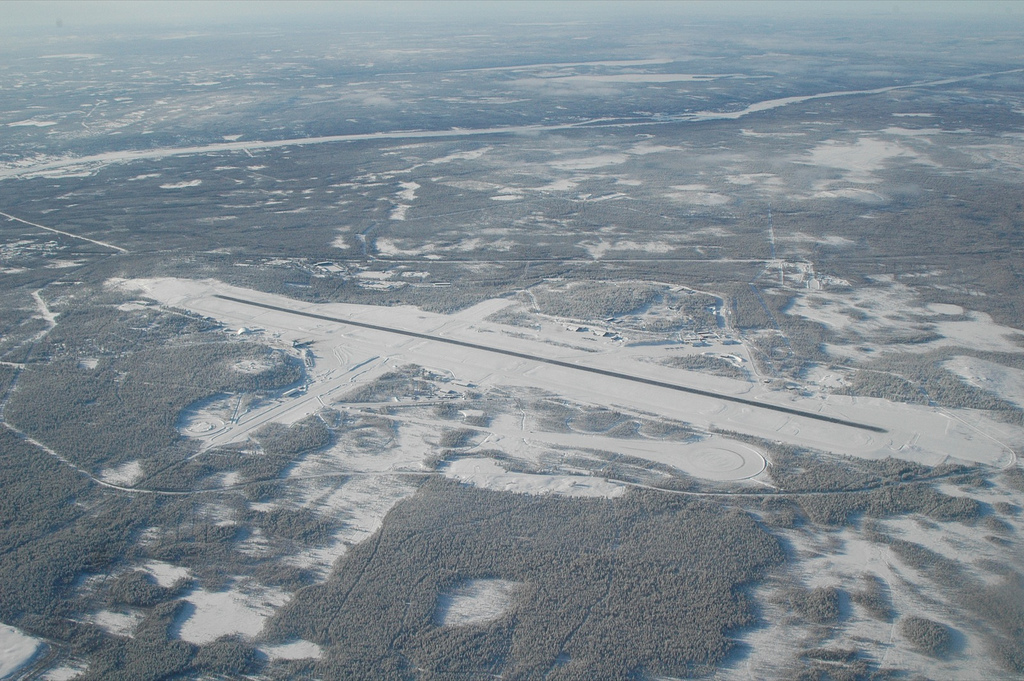
Luftbild des Militärflugplatz Rovaniemi

Die Finnischen Luftstreitkräfte betreiben folgende größere Stützpunkte:
Jyväskylä
- Hauptkommando der Luftstreitkräfte
- Akademie der Luftstreitkräfte
- Militärflugplatz Tikkakoski

Pirkkala
- Satakuntas Geschwader
- Militärflugplatz Pirkkala

Kuopio
- Kareliens Geschwader
- Militärflugplatz Rissala

Rovaniemi
- Lapplands Geschwader
- Militärflugplatz Rovaniemi

## Flugzeugmarkierungen
In den Anfängen der finnischen Luftstreitkräfte im Jahr 1918 wurde als Hoheitszeichen für die finnischen Flugzeuge von General Mannerheim eine blaue Swastika auf weißem Grund bestimmt. Das Zeichen wurde insgesamt sechs Mal, auf beiden Seiten beider Tragflächen sowie auf beiden Rumpfhälften, an den Flugzeugen angebracht. Insbesondere in der Endphase des Zweiten Weltkrieges existierte eine Variante mit blaugrauem Hintergrund.
Während des Lapplandkrieges gegen die Deutschen wurde das Hoheitszeichen zur aktuellen weiß-blau-weißen Kokarde geändert, um es deutlicher von den deutschen Hoheitszeichen zu unterscheiden.

Bis 1945
Variante 1943/44
Ab 1945